# Andrés Velasco (acteur)
Pour les articles homonymes, voir Andrés Velasco et Velasco.
Andrés Hernán Velasco Reyes (né le 11 juin 1974 à Santiago) est un acteur chilien.

## Télévision

### Telenovelas
| Telenovelas | Telenovelas              | Telenovelas                           | Telenovelas |
| Année       | Titre                    | Rôle                                  | Chaîne      |
| ----------- | ------------------------ | ------------------------------------- | ----------- |
| 2001        | Amores de Mercado        | El Rucio                              | TVN         |
| 2002        | Purasangre               | Ramón "Moncho" Yáñez / Darío Rivarola | TVN         |
| 2003        | Pecadores                | Bienvenido Pereira                    | TVN         |
| 2004        | Destinos cruzados        | Ricardo "Ricky" Morán                 | TVN         |
| 2005        | Los Treinta              | Adriano San Martín                    | TVN         |
| 2006        | Entre medias             | Esteban del Río                       | TVN         |
| 2006        | Disparejas               | Ismael Echeverne                      | TVN         |
| 2006        | Floribella               | Lorenzo Mónaco                        | TVN         |
| 2007        | Alguien te mira          | Mauricio Ossa                         | TVN         |
| 2008        | El Señor de la Querencia | Alberto Salinas                       | TVN         |
| 2009        | ¿Dónde está Elisa?       | Nicolás Errázuriz                     | TVN         |
| 2010        | Mujeres de lujo          | Aníbal Barahona                       | Chilevisión |
| 2010-2011   | 40 y tantos              | Joaquín Sardá                         | TVN         |
| 2011        | El laberinto de Alicia   | Octavio San Martín                    | TVN         |
| 2012        | Reserva de familia       | Gustavo González                      | TVN         |
| 2012-2013   | Separados                | Mateo Fernández                       | TVN         |
| 2014-2015   | Caleta del sol           | Federico Galván                       | TVN         |
| 2015        | Papá a la deriva         | Carlos González                       | Mega        |
| 2016        | Pobre gallo              | Eduardo Silva                         | Mega        |

### Sources
- (es) Cet article est partiellement ou en totalité issu de l’article de Wikipédia en espagnol intitulé « Andrés Velasco (actor) » (voir la liste des auteurs).